# Бассано, Леандро
Леандро даль Понте, известный как Бассано (итал. Leandro Dal Ponte, detto Bassano, 10 июня, 1557, Бассано-дель-Граппа — 15 апреля, 1622, Венеция) — живописец венецианской школы, сын художника Якопо Бассано.

## Биография
Леандро был четвёртым сыном живописца Якопо да Понте, прозванного по месту рождения Бассано (в семье было восемь детей). Вместе со старшим братом Франческо он прошёл обучение рисунку и живописи в семейной мастерской в Бассано-дель-Граппа и в первые годы работал в родном городе. Около 1575 года он, по желанию отца, возглавил семейную мастерскую.
Вскоре после смерти отца в 1592 году его брат Франческо покончил жизнь самоубийством. Завоевав некоторую известность в качестве портретиста, Леандро после смерти отца и брата Франческо в 1592 году решил обосноваться в Венеции, где в первую очередь посвятил себя завершению работ, оставшихся незаконченными его братом. В этот же период ему было поручено вместе с другими художниками оформление Дворца дожей (Palazzo Ducale).
Его индивидуальный стиль во многом основан на подражании поздней манере отца, однако как портретист, Леандро Бассано продемонстрировал определённое влияние Тинторетто с его пристрастием к чётким контурным линиям и «мерцающему» колориту. Его подход к живописи отличался использованием «тонкой работы кистью, с прохладными, светлыми цветами, плавно нанесенными на чётко определённые области, в отличие от манеры отца, который писал плотными и крепкими мазками».
Бассано принимал участие в росписи Церкви Иль-Реденторе, базилики Санти-Джованни-э-Паоло. Он создал портрет известного медика и ботаника Просперо Альпини. Со временем популярность художника возрастала. В 1595 году дож Венеции Марино Гримани наградил художника рыцарским званием.
Получив высокое звание, Леандро начал подписывать свои произведения с добавлением латинского слова «Eques» (Всадник). Большая часть его работ не датирована, и его произведения иногда путают с картинами других художников. Например, «Портрет старика» работы Леандро Бассано в Музее изящных искусств в Будапеште когда-то приписывался Тинторетто.
Произведения Леандро Бассано хранятся во многих музеях мира: Уффици во Флоренции, Музей Ашмола, Лувр, Лондонская Национальная галерея, Ка-Реццонико, Венеция. В санкт-петербургском Эрмитаже также имеются две картины художника. В Музее истории искусств в Вене и в Национальной галерее в Праге экспонируются отдельные картины серии «Двенадцать месяцев» (Бассано Старший создал несколько вариантов серии вместе с сыновьями, поэтому их точная атрибуция затруднительна). Полный комплект из двенадцати произведений в авторском повторении хранится в Тульском областном художественном музее.

## Галерея
- Пенелопа. Между 1575 и 1585. Холст, масло. Музей изящных искусств, Рен, Франция
- Жертвоприношение Ноя после выхода из ковчега. Дерево, масло. Музей изящных искусств, Бордо
- Мученичество Святой Луции Сиракузской. 1596. Холст, масло. Базилика Сан-Джорджо-Маджоре, Венеция
- Январь. Из серии «Двенадцать месяцев». 1590-е. Холст, масло. Музей истории искусств, Вена
- Июнь. Из серии «Двенадцать месяцев». 1590-е. Холст, масло. Музей истории искусств, Вена
- Август. Из серии «Двенадцать месяцев». 1590-е. Холст, масло. Музей истории искусств, Вена
- Аллегория земли. Ок. 1580. Холст, масло. Художественный музей Уолтерса, Балтимор, США
- Лукреция. Ок. 1610. Холст, масло. Галерея Академии, Венеция